# スカーガストル
スカーガストル（ノルウェー語:Skagastøl）は、ノルウェーのフィヨルド1がかつて運用していたフェリーである。

## 船歴
スカーガストルは、ローランド・ベルフトA/Sによって建造され、1970年7月にベルゲンにあるソグネ・フィヨルド・フュルケスボートネ（現:フィヨルド1）で就航した。1978年にフローレへ母港が移る。1996年1月にブラリッド・スリップ＆メカで改修を受けて、この際にエンジンがウィッヒマン・ディーゼル製のディーゼルエンジンになる。2013年に日本人観光客が船舶の階段から転落し、2日後に衝撃が原因で死亡する事故が発生した。2019年にセントビンセント・グレナディーンにあるオレン・キング・ボス・マリン・サービスへ売却され、現在はRO-RO船として運用されている。

## 日本において
2007年9月19日、テレビアニメのSchool Daysの最終回が前日に起きた京田辺警察官殺害事件の影響により休止され、その際にSchool Daysの最速放送局であったtvkは代替として紀行番組を放送した。その後、この番組のキャプチャ画像が4chanに投稿されたが、その画像はソグネ・フィヨルドを航行するスカーガストルの画像だった。この画像に対して4chanで「Nice boat.」というコメントが付けられ、これが話題となって2007年のネット流行語大賞で「niceboat.」という言葉が5位にノミネートするなどして有名になった。